# Tamango (film)
Pour plus de détails, voir Fiche technique et Distribution.
Tamango est un film franco-italien réalisé par John Berry et sorti en 1958, librement adapté de la nouvelle Tamango de Prosper Mérimée et parue en 1829. Comme dans la nouvelle, Tamango est esclave sur un négrier, et il fomente une révolte.

## Synopsis
Le capitaine Reiker (Curd Jürgens), un capitaine de mer hollandais, commence ce qu'il croit être son dernier voyage de transport d'esclaves.  Après avoir capturé les esclaves avec la complicité d'un chef africain (Habib Benglia), il commence son voyage pour Cuba. Les passagers comprennent sa maîtresse, l'esclave Aiché (Dorothy Dandridge), et le médecin du navire, le docteur Corot (Jean Servais). 
Tamango (Alex Cressan), l'un des hommes capturés, organise une révolte et tente de persuader Aiché de se joindre à lui et aux autres esclaves. Lorsque les esclaves capturés se rebellent, Tamango parvient à tenir Aiché en otage. Le capitaine Renker, épris d'Aiché, supplie d'abord Tamango de la libérer puis, pour ne pas perdre la face devant ses hommes, annonce qu'il tirera du canon dans la cale des navires et tuera tous les esclaves à moins qu'ils ne renoncent. Tamango laisse partir Aiché, mais après avoir relevé l'échelle qui sort de la cale (et vers la vie), choisit de rester avec les esclaves. Le capitaine met sa menace à exécution et tire au canon dans la cale, ce qui rend silencieux les chants des esclaves.

## Différences avec la nouvelle de Proper Mérimée
Dans la nouvelle Tamango de Prosper Mérimée, Tamango est vendeur d'esclaves avant d'être capturé. C'est lui qui donne sa femme Ayché au capitaine blanc. Ce rôle est tenu par un autre personnage africain dans le film, faisant de Tamango un véritable héros, plutôt qu'un anti-héros.
Selon la critique Geneviève Sellier, alors que la nouvelle de Mérimée était très ambiguë, le film est un plaidoyer contre l’esclavage. Pour la Fondation pour la mémoire de l'esclavage, « Tamango n’est plus un chef guerrier égoïste mais un Africain fier qui insuffle l’esprit de résistance à ses camarades et qui est le premier à s’opposer au capitaine. Dans cette version, Ledoux s’appelle désormais Reinker et Ayché devient sa maîtresse métisse. Ce n’est qu’à la fin que Tamango parvient à la convaincre de rejoindre la cause des esclaves plutôt que de rester fidèle au capitaine. »

## Censure
Anticipant une possible censure, John Berry change la nationalité du bateau et du capitaine, qui deviennent néerlandais,. Avoir une production franco-italienne libère le réalisateur d'observer les contraintes du Code Hays en vigueur aux États-Unis : les relations interraciales explicites et la représentation de la violence directe contre les Blancs auraient été interdites aux États-Unis. Pour ces raisons, les producteurs proposent aux Américains un autre montage expurgé de certaines scènes, mais malgré ces concessions, aucun distributeur américain n’ose lui offrir une large diffusion.
La diffusion de Tamango est autorisée en France, mais la censure exige son interdiction dans les outre-mer (Afrique, Algérie et départements d'outre-mer). Cette censure déclenche une vive polémique, rapportée notamment par le journal du MRAP en février 1958.
Alors député français du Sénégal, Léopold Sédar Senghor publie un communiqué s'élevant contre cette censure : « Le gouvernement a interdit la projection en Afrique du film Tamango. Gouverner, c'est prévoir, dit-on. Il est naturel que le gouvernement combatte le racisme Le malheur est qu'il ne le combat que dans un sens. En effet, je lis tous les jours dans la presse des articles racistes dirigés contre les Arabes et les Noirs de la République française. Je vois souvent dans les salles parisiennes des films racistes. Au demeurant la mesure est inefficace. En effet il y a près de trente mille Noirs en France qui iront voir le film Tamango. Et ces Noirs, dont la plupart appartiennent à l'élite, ne manqueront pas d'écrire dans les territoires d'outremer, où les journaux parisiens arrivent, d'ailleurs, sans aucune difficulté. En conclusion l'interdiction de Tamango prouvera tout simplement aux Noirs de la République française que pour le gouvernement, le racisme blanc est légitime, tandis que le racisme noir ne l'est pas. Pour nous, nous sommes contre tous les racismes. »
Par ailleurs, les cinéastes Yves Ciampi, André Cayatte, Jacques Pinoteau, Denys de la Patellière et Julien Duvivier ont envoyé une lettre aux membres de la commission de contrôle où ils écrivent que « une telle mesure ne fait que donner des armes aux détracteurs de notre pays », ajoutant que « cette mesure ne fait que confirmer la pénible impression qu'ont tous les cinéastes français de voir se restreindre encore la liberté d'expression ».

## Fiche technique
- Titre : Tamango[3]
- Réalisation : John Berry, assisté de Marc Maurette et Jacques Mahum
- Scénario : John Berry, Lee Gold, Tamara Hovey et Georges Neveux d'après la nouvelle de Prosper Mérimée
- Dialogues : Georges Neveux
- Musique : Joseph Kosma
- Décors : Max Douy
- Costumes : Georges Wakhévitch (non crédité), , Betty Azaïs, Marcelle Desvignes
- Photographie : Edmond Séchan
- Son : Pierre-Louis Calvet
- Montage : Roger Dwyre
- Production : Roland Girard, Marcello Danon
- Sociétés de production :  Les Films du Cyclope -  Da. Ma. Cinematografica
- Directeur de production  : René G. Vuattoux
- Société de distribution : Discifilm
- Pays :  France -  Italie
- Format : 2,35:1, CinemaScope 35 mm, Technicolor, son mono
- Genre : Drame
- Durée : 98 minutes
- Date de sortie : 
  - France : 24 janvier 1958

## Distribution

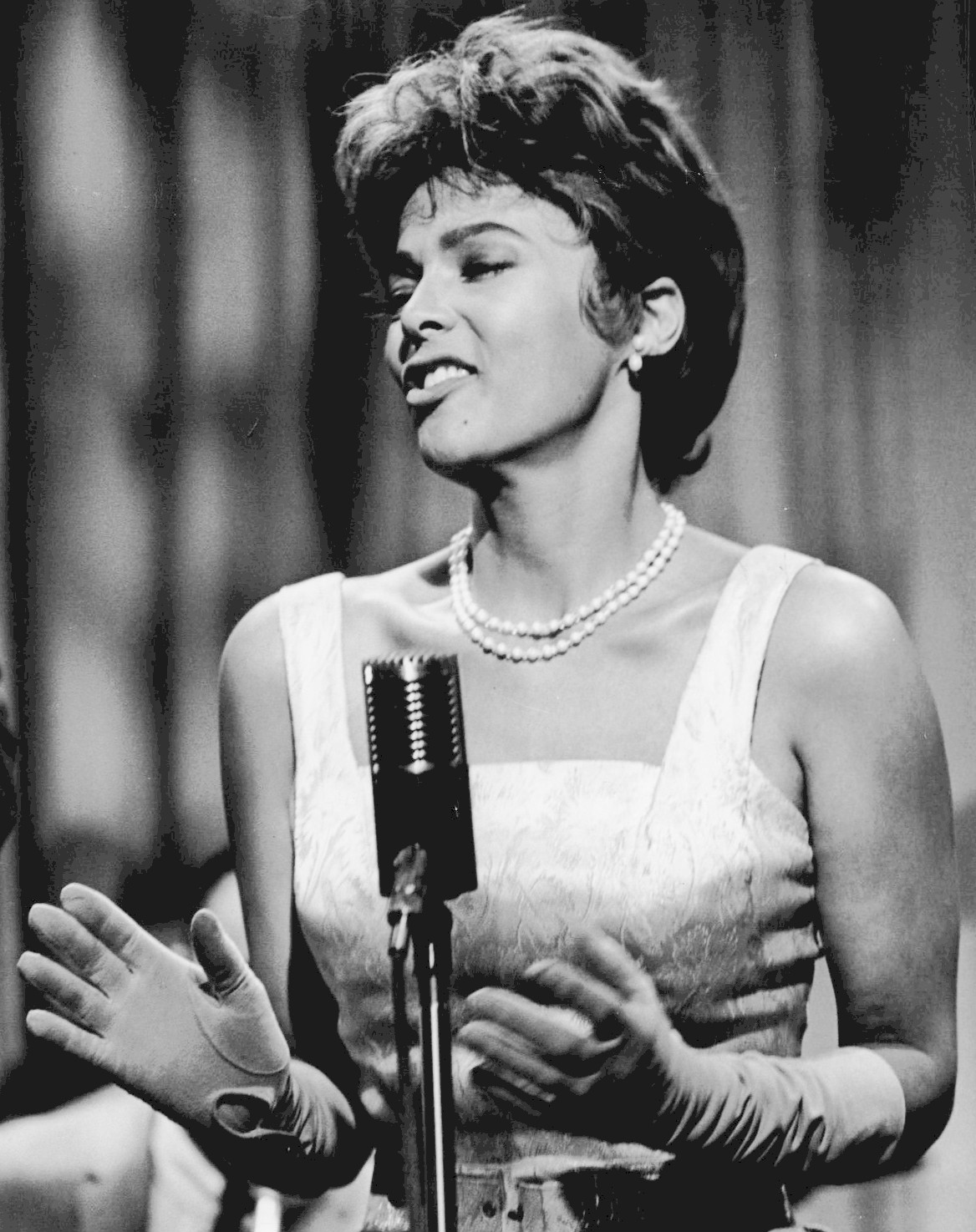
Dorothy Dandridge en 1962.

- Curd Jürgens : le commandant John Reinker[3]
- Dorothy Dandridge : Aïché
- Roger Hanin : Bébé, le chef d'équipage
- Jean Servais : le docteur Corot
- Alex Cressan : Tamango
- Doudou Babet : Chadi
- Guy Mairesse : Werner
- Clément Harari : le cuisinier
- Habib Benglia : le chef noir
- Bachir Touré : Zaru
- René Hell : le vieux marin
- Douta Seck : l'esclave guerrier
- Bouraima Damiz : l'épouse esclave
- Ababacar Samb Makharam[9]
- Julien Verdier
- Assane Fall
- Cissé Karamoko
- Samuel M'Bondi
- Gil Lator
- Berthe Vitalien
- Yves Eboué

Tamango est le seul film d'Alex Cressan, alors étudiant en médecine de 22 ans, choisi par la réalisateur bien qu'il n'avait pas d'expérience préalable d'acteur. Après avoir découvert le film par une projection de la Fondation pour la mémoire de l'esclavage, la comédienne Souria Adèle retrouve Alex Cressan, âgé de 88 ans en Martinique, commerçant retraité qui a exercé la profession de concessionnaire automobile.

## Réception
Le film sera un succès public avec plus de 2 millions d’entrées malgré un accueil critique très réservé, sans doute lié à la dimension politique du film.
Selon Antoine Guégan, pour la Fondation pour la mémoire de l'esclavage, « Avant Queimada de Gillo Pontecorvo (1969) ou encore Mandingo de Richard Fleischer (1975), Tamango est le premier film à proposer une nouvelle vision de l’esclavage, loin du Sud idéalisé. »